# Winslow West
Winslow West és una concentració de població designada pel cens dels Estats Units a l'estat d'Arizona. Segons el cens del 2000 tenia 131 habitants.

## Demografia
Segons el cens del 2000, Winslow West tenia 131 habitants, 30 habitatges, i 30 famílies La densitat de població era de 163,2 habitants/km². La distribució per races era 100,00%  amerindis. Els  hispànics de qualsevol raça eren l'1,53% de la població.
Dels 30 habitatges en un 86,7% hi vivien nens de menys de 18 anys, en un 26,7% hi vivien parelles casades, en un 63,3% dones solteres, i en un 0% no eren unitats familiars. En el 0% dels habitatges hi vivien persones soles el 0% de les quals corresponia a persones de 65 anys o més que vivien soles. El nombre mitjà de persones vivint en cada habitatge era de 4,37 i el nombre mitjà de persones que vivien en cada família era de 3,93.
Per edats la població es repartia de la següent manera: un 56,5% tenia menys de 18 anys, un 6,9% entre 18 i 24, un 31,3% entre 25 i 44, un 4,6% de 45 a 60 i un 0,8% 65 anys o més.
L'edat mediana era de 16 anys. Per cada 100 dones de 18 o més anys hi havia 78,1 homes.
La renda mediana per habitatge era de 8.250 $ i la renda mediana per família de 8.250 $. Els homes tenien una renda mediana de 0 $ mentre que les dones 26.250 $. La renda per capita de la població era de 3.951 $. Aproximadament el 88,9% de les famílies i el 68,4% de la població estaven per davall del llindar de pobresa.

## Poblacions més properes
El següent diagrama mostra les poblacions més properes.